# Calpatanna Waterhole Conservation Park
Calpatanna Waterhole Conservation Park är en park i Australien. Den ligger i delstaten South Australia, omkring 450 kilometer nordväst om delstatshuvudstaden Adelaide.
Trakten runt Calpatanna Waterhole Conservation Park är nära nog obefolkad, med mindre än två invånare per kvadratkilometer.. Närmaste större samhälle är Sceale Bay, omkring 13 kilometer väster om Calpatanna Waterhole Conservation Park. 
Trakten runt Calpatanna Waterhole Conservation Park består till största delen av jordbruksmark. Genomsnittlig årsnederbörd är 469 millimeter. Den regnigaste månaden är juni, med i genomsnitt 105 mm nederbörd, och den torraste är december, med 9 mm nederbörd.